# Ottavio Palladini
Ottavio Palladini (San Benedetto del Tronto, 29 dicembre 1971) è un allenatore di calcio ed ex calciatore italiano, di ruolo centrocampista, tecnico della Sambenedettese.

## Carriera

### Club
Cresce con Stefano Visi e Pasquale Minuti nel vivaio della Sambenedettese. All'inizio degli anni 90 è titolare fisso nella squadra della sua città. Grazie anche al suo contributo i rossoblù tornano dopo in serie C1. Arriva al Pescara nel 1991 e fa il suo esordio in Serie A nella negativa stagione 1992-1993 culminata con la retrocessione. Con i biancoazzurri disputa 26 gare realizzando 6 reti.
Dal 1992 al 2004 indossa la maglia del Pescara (ad eccezione del biennio 1998/2000 che lo vede impegnato con la maglia del Vicenza) tra serie B e A . Nel corso degli anni diventa una bandiera dei biancoazzurri e il giocatore con più presenze in assoluto, davanti a Michele Gelsi.
Nel 2005 arriva al Giulianova salvo poi tornare alla Sambenedettese, nel 2007, dove chiuderà la carriera tre anni dopo per diventarne tecnico, coadiuvato inizialmente da Francesco Chimenti.

#### Nazionale
Ha giocato una partita con la nazionale italiana Under-21.

### Allenatore
Nel 2009 è chiamato alla terza gara di campionato alla Sambenedettese, vincendo il torneo di Eccellenza Marche. L'anno seguente si dimette dopo tre giornate per poi ritornare alla ventisettesima concludendo all'undicesimo posto. Sfiora la promozione nel 2011/2012 chiudendo la regular season alle spalle del Teramo. La Samb disputerà i playoff, uscendo sconfitta nel match di spareggio contro il Legnago Salus, fatali i calci di rigore. Riesce nell'impresa di riportare i colori rossoblù tra i professionisti nel 2012/2013 chiudendo il campionato in testa grazie alla vittoria sulla Recanatese nell'ultima gara di campionato. Nella stessa estate, a seguito del fallimento societario, la squadra non parteciperà al campionato di Lega Pro - Seconda Divisione. Con Gianni Moneti, nella neo costituita A. S. D. Sambenedettese Calcio, riveste il ruolo di Responsabile Tecnico del Settore Giovanile. Nella stagione 2015/2016 torna alla guida della Samb, con Franco Fedeli presidente, rilevando il posto di Lorentino Beoni. La squadra vince il campionato di serie D con quattro giornate di anticipo tornando tra i professionisti dopo sette anni nelle serie minori. 
L'anno successivo, dopo la ventesima giornata, il 5 gennaio 2017, si dimette e viene sostituito da Stefano Sanderra.
Il 22 gennaio 2018 subentra ad Antonino Asta sulla panchina del Teramo che si trova in sedicesima posizione.
Il 30 aprile 2018, viene esonerato dopo il pareggio a reti inviolate ottenuto in trasferta nello scontro diretto, valevole per la permanenza diretta in Serie C, contro il Fano, che condanna ancora gli abruzzesi alla zona calda dei play-out quando manca solo una giornata al termine del campionato regolamentare.
Il 25 maggio 2018 viene annunciato come allenatore della Pro Vasto per la stagione 2018-2019.
Sarà esonerato il 16 ottobre 2018  a causa di una brutta partenza. Successivamente tra il 2019 e il 2021 torna alla Sambenedettese come allenatore dell'Under 13 delle giovanili.
Dal 2021 al 2024 è alla guida del Porto Sant'Elpidio, dapprima in Serie D, con cui successivamente retrocede in  Eccellenza e poi in Promozione.
Il 25 maggio 2024 viene ufficializzato il suo ritorno dal successivo 1º luglio come allenatore della Sambenedettese in Serie D. Il 13 aprile 2025 vince matematicamente il campionato con i rossoblù, ottenendo la promozione in Serie C. Undici giorni più tardi rinnova di un altro anno il proprio contratto con i rossoblù rimandendo in panchina anche per il Campionato di Serie C.

## Statistiche

### Statistiche da allenatore
Statistiche aggiornate al 14 maggio 2025. In grassetto le competizioni vinte.
| Stagione                      | Squadra                   | Campionato                | Campionato | Campionato | Campionato | Campionato | Coppe nazionali | Coppe nazionali | Coppe nazionali | Coppe nazionali | Coppe nazionali | Coppe continentali | Coppe continentali | Coppe continentali | Coppe continentali | Coppe continentali | Altre coppe | Altre coppe | Altre coppe | Altre coppe | Altre coppe | Totale | Totale | Totale | Totale | % Vittorie | Piazzamento       |
| Stagione                      | Squadra                   | Comp                      | G          | V          | N          | P          | Comp            | G               | V               | N               | P               | Comp               | G                  | V                  | N                  | P                  | Comp        | G           | V           | N           | P           | G      | V      | N      | P      | %          | Piazzamento       |
| ----------------------------- | ------------------------- | ------------------------- | ---------- | ---------- | ---------- | ---------- | --------------- | --------------- | --------------- | --------------- | --------------- | ------------------ | ------------------ | ------------------ | ------------------ | ------------------ | ----------- | ----------- | ----------- | ----------- | ----------- | ------ | ------ | ------ | ------ | ---------- | ----------------- |
| set. 2009-2010                | Sambenedettese            | Ecc.                      | 36         | 24         | 8          | 4          | CI-Ecc.         | -               | -               | -               | -               | -                  | -                  | -                  | -                  | -                  | -           | -           | -           | -           | -           | 38     | 24     | 9      | 5      | 63,16      | Sub., 1º (prom.)  |
| lug.-set. 2010+feb.-giu. 2011 | Sambenedettese            | D                         | 15         | 4          | 6          | 5          | CI-D            | 1               | 0               | 1               | 0               | -                  | -                  | -                  | -                  | -                  | -           | -           | -           | -           | -           | 16     | 4      | 6      | 6      | 25,00      | Eson., Sub., 12º  |
| 2011-2012                     | Sambenedettese            | D                         | 34+4       | 20+3       | 12+1       | 2          | CI-D            | 1               | 0               | 0               | 1               | -                  | -                  | -                  | -                  | -                  | -           | -           | -           | -           | -           | 39     | 23     | 13     | 3      | 58,97      | 2º                |
| 2012-2013                     | Sambenedettese            | D                         | 34+2       | 21         | 8          | 5+2        | CI+CI-D         | 1+3             | 0+0             | 0+2             | 1+1             | -                  | -                  | -                  | -                  | -                  | -           | -           | -           | -           | -           | 40     | 21     | 10     | 7      | 52,50      | 1º (prom.)        |
| ott. 2015-2016                | Sambenedettese            | D                         | 26+2       | 20         | 5+1        | 1+1        | CI-D            | 1               | 0               | 1               | 0               | -                  | -                  | -                  | -                  | -                  | -           | -           | -           | -           | -           | 29     | 20     | 7      | 2      | 68,97      | Sub., 1º (prom.)  |
| 2016-gen. 2017                | Sambenedettese            | LP                        | 21         | 8          | 7          | 6          | CI-LP           | 2               | 1               | 0               | 1               | -                  | -                  | -                  | -                  | -                  | -           | -           | -           | -           | -           | 23     | 9      | 7      | 7      | 39,13      | Eson.             |
| gen.-apr. 2018                | Teramo                    | C                         | 14         | 2          | 7          | 5          | CI-C            | -               | -               | -               | -               | -                  | -                  | -                  | -                  | -                  | -           | -           | -           | -           | -           | 14     | 2      | 7      | 5      | 14,29      | Sub., Eson.       |
| lug.-ott. 2018                | Pro Vasto                 | D                         | 6          | 0          | 3          | 3          | CI-D            | 2               | 1               | 0               | 1               | -                  | -                  | -                  | -                  | -                  | -           | -           | -           | -           | -           | 8      | 1      | 3      | 4      | 12,50      | Eson.             |
| mar.-giu. 2021                | Porto Sant'Elpidio        | D                         | 16         | 4          | 2          | 10         | -               | -               | -               | -               | -               | -                  | -                  | -                  | -                  | -                  | -           | -           | -           | -           | -           | 16     | 4      | 2      | 10     | 25,00      | Sub., 17º (retr.) |
| 2021-2022                     | Porto Sant'Elpidio        | Ecc.                      | 32+1       | 10+1       | 10         | 12         | CI-Ecc.         | 2               | 0               | 0               | 2               | -                  | -                  | -                  | -                  | -                  | -           | -           | -           | -           | -           | 35     | 11     | 10     | 14     | 31,43      | 12º               |
| 2022-2023                     | Porto Sant'Elpidio        | Ecc.                      | 30         | 2          | 6          | 22         | CI-Ecc.         | 4               | 1               | 1               | 2               | -                  | -                  | -                  | -                  | -                  | -           | -           | -           | -           | -           | 34     | 3      | 7      | 24     | &8,82      | 16º (retr.)       |
| 2023-2024                     | Porto Sant'Elpidio        | Prom.                     | 30         | 6          | 18         | 6          | CI-Prom.        | 6               | 2               | 3               | 1               | -                  | -                  | -                  | -                  | -                  | -           | -           | -           | -           | -           | 36     | 8      | 21     | 7      | 22,22      | 11º               |
| Totale Porto Sant'Elpidio     | Totale Porto Sant'Elpidio | Totale Porto Sant'Elpidio | 109        | 23         | 36         | 50         |                 | 12              | 3               | 4               | 5               |                    | -                  | -                  | -                  | -                  |             | -           | -           | -           | -           | 121    | 26     | 40     | 55     | 21,49      |                   |
| 2024-2025                     | Sambenedettese            | D                         | 34+2       | 21         | 9          | 4+2        | CI-D            | 2               | 0               | 1               | 1               | -                  | -                  | -                  | -                  | -                  | -           | -           | -           | -           | -           | 38     | 21     | 10     | 7      | 55,26      | 1º (prom.)        |
| 2025-2026                     | Sambenedettese            | C                         | 0          | 0          | 0          | 0          | CI-C            | 1               | 1               | 0               | 0               | -                  | -                  | -                  | -                  | -                  | -           | -           | -           | -           | -           | 1      | 1      | 0      | 0      | 100,00&    | in corso          |
| Totale Sambenedettese         | Totale Sambenedettese     | Totale Sambenedettese     | 210        | 121        | 57         | 32         |                 | 12              | 2               | 5               | 5               |                    | -                  | -                  | -                  | -                  |             | -           | -           | -           | -           | 222    | 123    | 62     | 37     | 55,41      |                   |
| Totale carriera               | Totale carriera           | Totale carriera           | 339        | 146        | 103        | 90         |                 | 26              | 6               | 9               | 11              |                    | -                  | -                  | -                  | -                  |             | -           | -           | -           | -           | 365    | 152    | 112    | 101    | 41,64      |                   |

## Palmarès

### Giocatore

#### Competizioni nazionali
- Coppa Italia Serie C: 1

Sambenedettese: 1991-1992
- Campionato italiano di Serie B: 1

Vicenza: 1999-2000

### Allenatore

#### Competizioni regionali
- Eccellenza: 1

Sambenedettese: 2009-2010

#### Competizioni interregionali
- Serie D: 3  (1 Revocato)

Sambenedettese: 2012-2013, 2015-2016, 2024-2025 (girone F)